# Jóhanna Sigurðardóttir

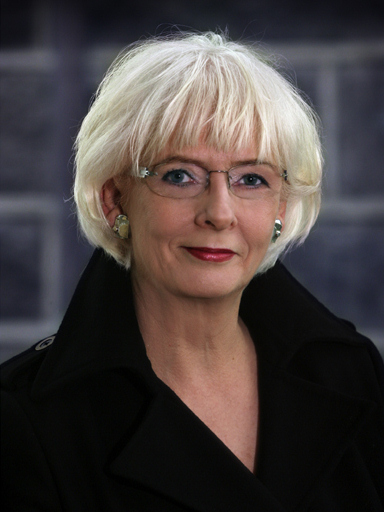
Jóhanna Sigurðardóttir

Jóhanna Sigurðardóttir ['jouːhanːa 'sɪːɣʏrðardouʰtɪr] (* 4. Oktober 1942 in Reykjavík) ist eine isländische Politikerin (Allianz).
Von Februar 2009 bis Mai 2013 führte sie als isländische Premierministerin eine Regierung aus sozialdemokratischer Allianz und Links-Grüner Bewegung, ehe sie von Sigmundur Davíð Gunnlaugsson in ihrem Amt abgelöst wurde.

## Leben
Jóhanna wurde in Reykjavík als Tochter von Sigurður Egill Ingimundarson (1913–1978), Parlamentsabgeordneter und Vorstand der isländischen Sozialversicherung, und Karítas Guðmundsdóttir (1917–1997) geboren. Sie besuchte die Verzlunarskóli Íslands, eine kaufmännische Berufsfachschule in Trägerschaft der isländischen Handelskammer. Nach ihrem Abschluss im Jahr 1960 arbeitete sie von 1962 bis 1971 als Stewardess für die isländische Fluggesellschaft Loftleiðir und von 1971 bis 1978 als kaufmännische Angestellte bei dem Verpackungshersteller Kassagerð Reykjavíkur in Reykjavík. Seit dieser Zeit engagiert sie sich in der Gewerkschaftsbewegung. Sie war von 1966 bis 1969 Vorstandsmitglied im Verband des isländischen Kabinenpersonals, dessen Vorsitzende sie 1966 und 1969 war. 1974 bis 1976 war sie Vorstandsmitglied und 1975 Vorsitzende von Svölurnar, der isländischen Vereinigung ehemaliger Stewardessen. Von 1976 bis 1983 war sie Mitglied im Vorstand der Gewerkschaft der kaufmännischen Angestellten in Reykjavík.

## Politik
1978 wurde sie erstmals als Abgeordnete für die Sozialdemokratische Partei Islands in das Althing gewählt, dem sie seitdem ununterbrochen angehört. Damit ist sie das dienstälteste isländische Parlamentsmitglied. Von 1984 bis 1993 war sie stellvertretende Vorsitzende der Sozialdemokratischen Partei Islands. Von 1987 bis 1994 war sie in vier Regierungen Sozialministerin. Nachdem sie 1993 bei der Wahl zur Parteivorsitzenden unterlegen war, verließ sie die Sozialdemokratische Partei Islands, um die neue Partei Þjóðvaki („Erwachen der Nation“ bzw. „Volkserwachen“) mitzugründen. 2000 fusionierten die beiden Parteien zur Allianz. Von 2007 bis 2009 war sie erneut Sozialministerin in der Regierung von Ministerpräsident Geir Haarde.
Infolge der Finanzkrise und des Rücktritts der isländischen Regierung unter Ministerpräsident Geir Haarde wurde Jóhanna mit der Führung einer Minderheitsregierung bis zur Neuwahl des Althing am 25. April 2009 beauftragt. Dazu schloss sie nach mehrtägigen Verhandlungen ein Bündnis mit der Links-Grünen Bewegung an, das von der liberalen Fortschrittspartei unterstützt wurde. Am 1. Februar 2009 übernahm sie als erste Frau in der Geschichte Islands das Amt der Regierungschefin.
Auf einem Delegiertentreffen der Allianz wurde Jóhanna Ende März 2009 mit 98 Prozent zur Parteivorsitzenden gewählt; sie löste damit die Politikerin Ingibjörg Sólrún Gísladóttir ab.
Bei der Parlamentswahl am 25. April 2009 erzielte das Bündnis aus Allianz und Links-Grüner Bewegung einen historischen Wahlerfolg und erhielt die absolute Mehrheit im isländischen Parlament. Jóhanna bildete eine neue Regierung und kündigte an, Island möglichst bald in die Europäische Union führen zu wollen.

## Familie

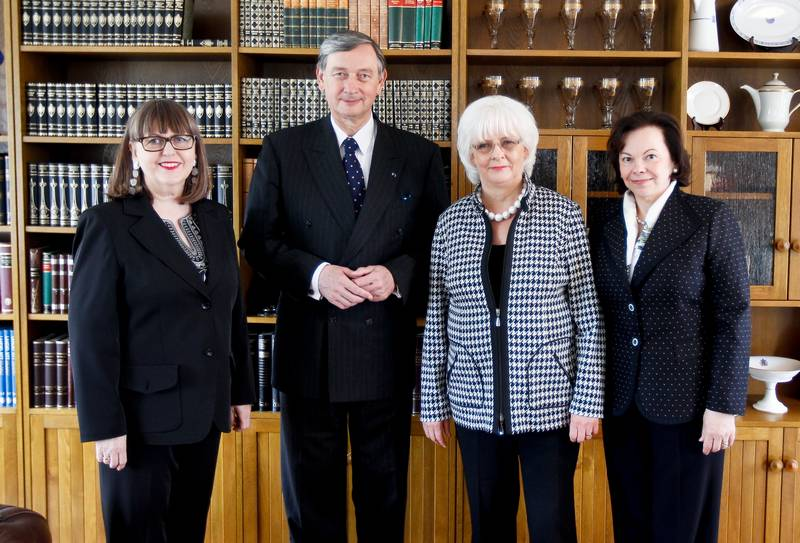
Jóhanna Sigurðardóttir (zweite von rechts) und Jónína Leósdóttir (links) bei einem offiziellen Besuch 2011 in Slowenien

Jóhanna heiratete 1970 den Bankangestellten Þorvaldur Steinar Jóhannesson, mit dem sie zwei Söhne hat. Die Ehe wurde 1987 geschieden. 2002 ging Jóhanna eine Eingetragene Partnerschaft mit der Autorin Jónína Leósdóttir ein, die einen Sohn hat. Jóhanna war die erste offen homosexuelle Regierungschefin der Neuzeit. Im Juni 2010 erfolgte nach einer Reform der Ehegesetze die Eheschließung zwischen Jóhanna und Jónína. Die beiden waren das erste Paar, das von der neuen Regelung Gebrauch machte.